# Dares verrucosus

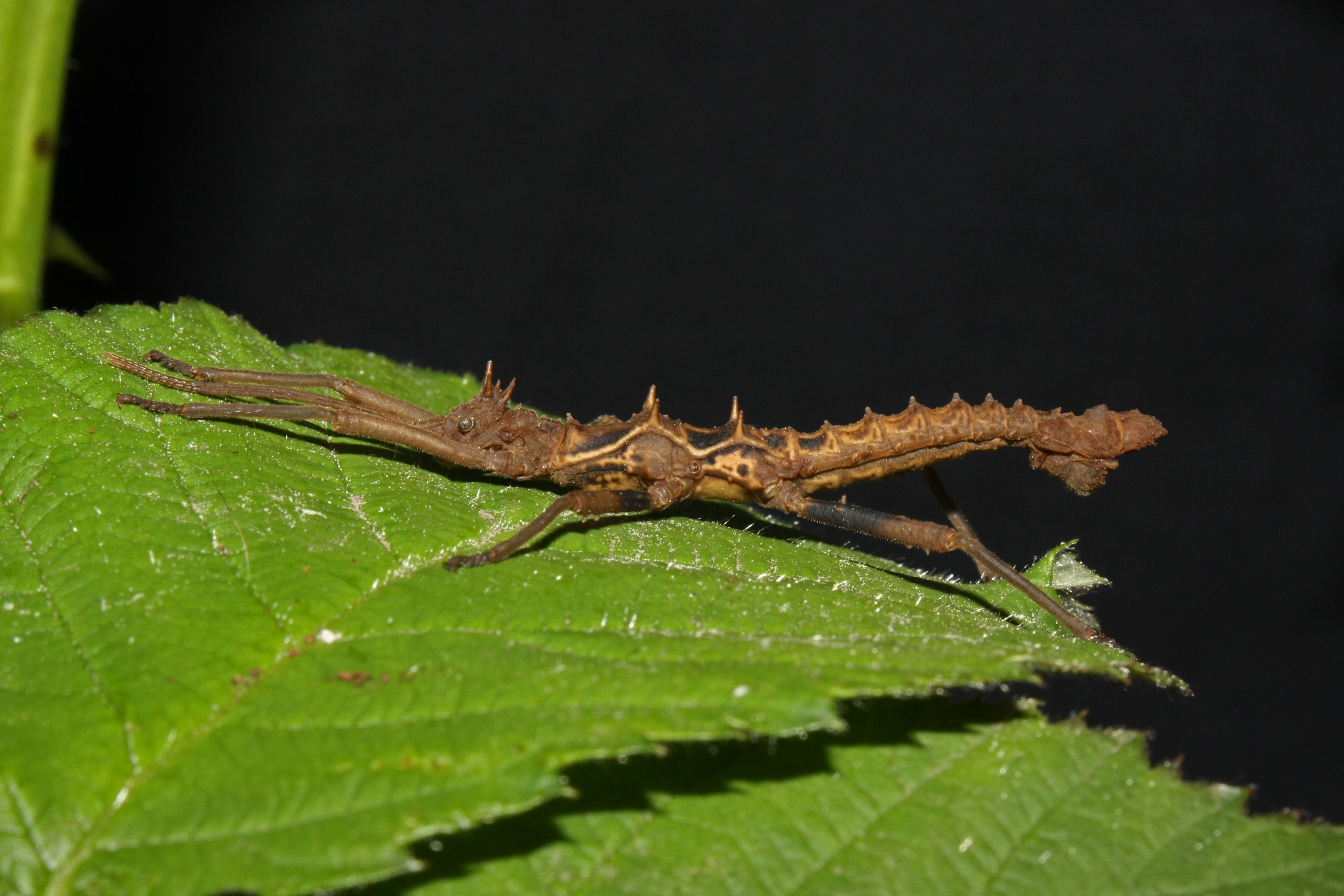
Männchen von der Seite

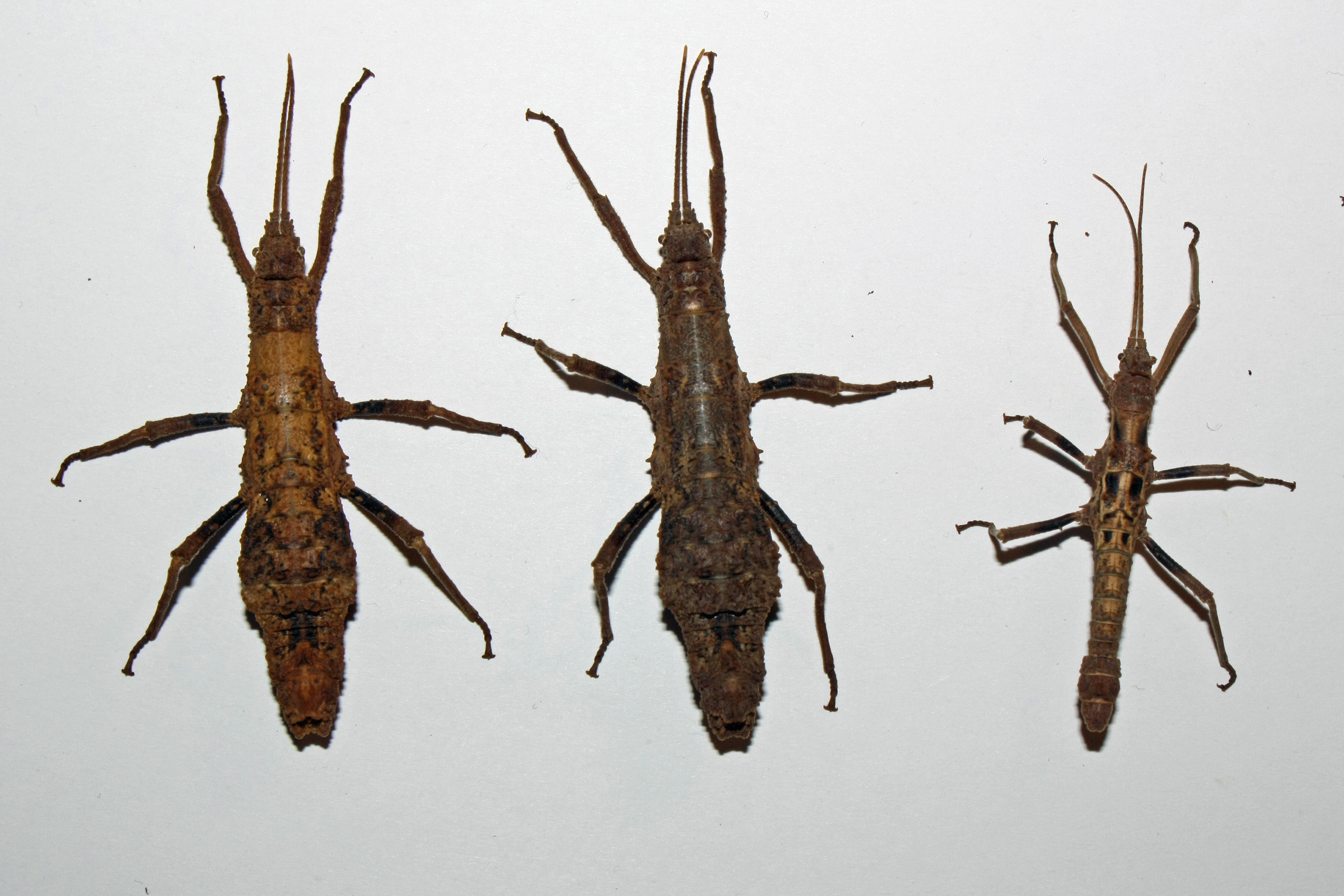
Zwei unterschiedlich gefärbte Weibchen und ein Männchen

Dares verrucosus ist ein Vertreter der zu den Gespenstschrecken zählenden Gattung Dares. Die Art ist im Norden der Insel Borneo heimisch.

## Merkmale
Beide Geschlechter sind flügellos und haben den für die Gattung typischen Habitus. Für die 4,1 bis 4,6 cm langen Weibchen bedeutet dies, dass sie keine Stacheln haben und die Körperoberfläche von vielen Tuberkeln besetzt ist. Die Färbung wird von einem meist eher hellen Braun, seltener von einem dunkleren Braunton dominiert. Hellere und dunklere, unscharf begrenzte Flecken ergänzen die Färbung. Die Unterseite ist hellbraun bis beige gefärbt. Die Fühler bestehen aus 25 Segmenten. Ihr Basalglied (Scapus) ist flach und hat auf der Außenseite ein bis zwei Zähnchen. Das Abdomen ist in der Mitte am breitesten und nimmt bei adulten, eierlegenden Weibchen auch in der Höhe zu, was die Tiere insbesondere von der Seite sehr prall wirken lässt. Die Männchen bleiben mit 3,2 bis 3,8 cm Länge kleiner als die Weibchen. Sie sind meist hell-, seltener mittelbraun gefärbt. Auf der Thoraxoberseite, genauer auf dem Meso- und Metanotum befinden sich meist zwei durch Stacheln und Segmentgrenzen zu Flecken unterbrochene, fast schwarze Längsstreifen, die auch auf die ersten Segmente des Abdomens reichen. Flankiert werden sie durch besonders helle, fast beige Bereiche am Rand von Meso- und Metanotum und in deren Mitte. Bei dunkleren Tieren kann der helle Bereich in der Mitte fehlen. Die Mittel- und Hinterfemora sind zur Hälfte schwarz gefärbt. Auf dem Kopf tragen die Männchen vier Stacheln. Am Vorderrand des Mesonotums sowie im hinteren Bereich von Meso- und Metanotum sitzen drei weitere Stachelpaare. Seitlich der Stacheln an Meso- und Metanotum befindet sich je ein weiterer kleiner Stachel an den Pleuren. Alle am Thorax befindlichen Stacheln sind in der Anordnung mit denen von Dares ulula identisch, bleiben aber wesentlich kürzer als bei dieser. Auf der gesamten Oberseite des Abdomens befinden sich ab dem zweiten Segment paarig angeordnete, stachelartige Fortsätze. Die Fühler der Männchen bestehen aus lediglich 23 Segmenten.

## Vorkommen und Lebensweise
Dares verrucosus ist im malaiischen Bundesstaat Sabah im Norden der Insel Borneo heimisch. Die meisten gesicherten Fundorte liegen im Osten Sabahs.
Die nächtliche Lebensweise und das Abwehrverhalten entspricht dem der anderen Dares-Arten. Auch bei dieser Art besteht die Abwehrstrategie in einer nahezu perfekten Phytomimese, die durch ihre Färbung und Körperform möglich ist. Bei Berührung lassen sich die Tiere zu Boden fallen. Dort verharren sie eine Weile in Schreckstarre. Die Weibchen legen ein bis drei Eier pro Woche am Boden ab. Diese sind fast kugelförmig, 3,5 bis 3,8 mm groß und dunkelgrau bis dunkelbraun gesprenkelt. Auf der Oberfläche befinden sich 0,3 mm lange, cremeweiße, gebogene Härchen. Der Deckel (Operculum) hat einen Durchmesser von 2,3 bis 2,4 mm. Die Mikropylarplatte hat drei Schenkel, von denen einer Richtung Deckel zeigt. Die anderen beiden verlaufen zirkulär um das Ei (Siehe auch Bau des Phasmideneies). Nach drei bis fünf Monaten schlüpfen die Nymphen. Häufig ist bei älteren Nymphen ein paar heller, fast weißer Flecken an der Basis des Abdomens zu finden, wie es auch für viele andere Dares-Nymphen typisch ist. Bis sie zu Imagines herangewachsen sind vergeht gut ein Jahr. Adulte Tiere können noch mehrere Jahre alt werden. So berichte Kim D´Hulster von der Aufzucht eines Weibchens, das noch fünf Jahre nach dem Schlupf lebte.

## Taxonomie und Systematik
Die wissenschaftliche Erstbeschreibung der Art fand 1906 durch Josef Redtenbacher statt. Das von ihm gewählte Artepitheton verrucosus bedeutet „warzig“. Klaus Günther stellte die Art 1935 als Synonym zu Dares ulula. Burghard Hausleithner identifizierte die von ihm untersuchten Tiere 1991 als Dares validispinus, welche Günther ebenfalls mit Dares ulula synonymisiert hatte. Erst Philip E. Bragg validisierte 1998 Dares verrucosus wieder und stellte bei den von Hausleithner untersuchten Tieren fest, dass lediglich die Weibchen zu Dares validispinus gehören, während es sich bei den Männchen um Vertreter von Dares verrucosus handelt. Bragg beschreibt außerdem eine große Ähnlichkeit insbesondere der Weibchen mit der etwas größeren, im zentraleren Teil Borneos lebenden Dares breitensteini und schließt nicht aus, dass beide zu einer Art gehören. Jüngere genetische Untersuchungen bestätigen dies nicht, sondern stellen Dares verrucosus in die Nähe von Dares philippinensis und Dares murudensis. Aus den als Paralectotypen im Naturhistorischen Museum Wien hinterlegten vier Weibchen und einem subadulten Männchen wählte Bragg das Männchen als Lectotypus aus.
Francis Seow-Choen beschreibt mit Dares verrucosus tawauensis eine zweite Unterart, welche in Tawau gefunden wurde. Ein Unterschied zur Nominatunterart ist insbesondere das Fehlen der paarig angeordneten, stachelartigen Fortsätze auf der Oberseite des Abdomens der Männchen. Der weibliche Holotypus und ein männlicher Paratypus sind am Forestry Research Centre in Sepilok hinterlegt. Ein weiterer männlicher Paratypus befindet sich am Lee Kong Chian Natural History Museum der National University of Singapore.

## Terraristik
Bei Dares verrucosus handelt es sich um die zweite Dares-Art, die in die europäische Terraristik gelangte. Erstmals wurde die damals noch unidentifizierte Art 1984 durch Jonathan Cocking eingeführt. Die ersten Tiere stammten aus dem Sepilok-Regenwald-Reservat westlich von Sandakan. Weitere Importe aus der gleichen Gegend folgten.
Dares verrucosus ist leicht zu halten und zu züchten. Bevorzugt wird eine höhere Luftfeuchtigkeit, die durch eine mit feuchtem Moos abgedeckte Schicht Erde erreicht werden kann. Gefressen werden Blätter von Brombeeren und vielen anderen Rosengewächsen, außerdem auch die der meisten Birkengewächse und von Johannisbeeren.
Von der Phasmid Study Group wird Dares verrucosus unter der PSG-Nummer 69 geführt.

## Bilder

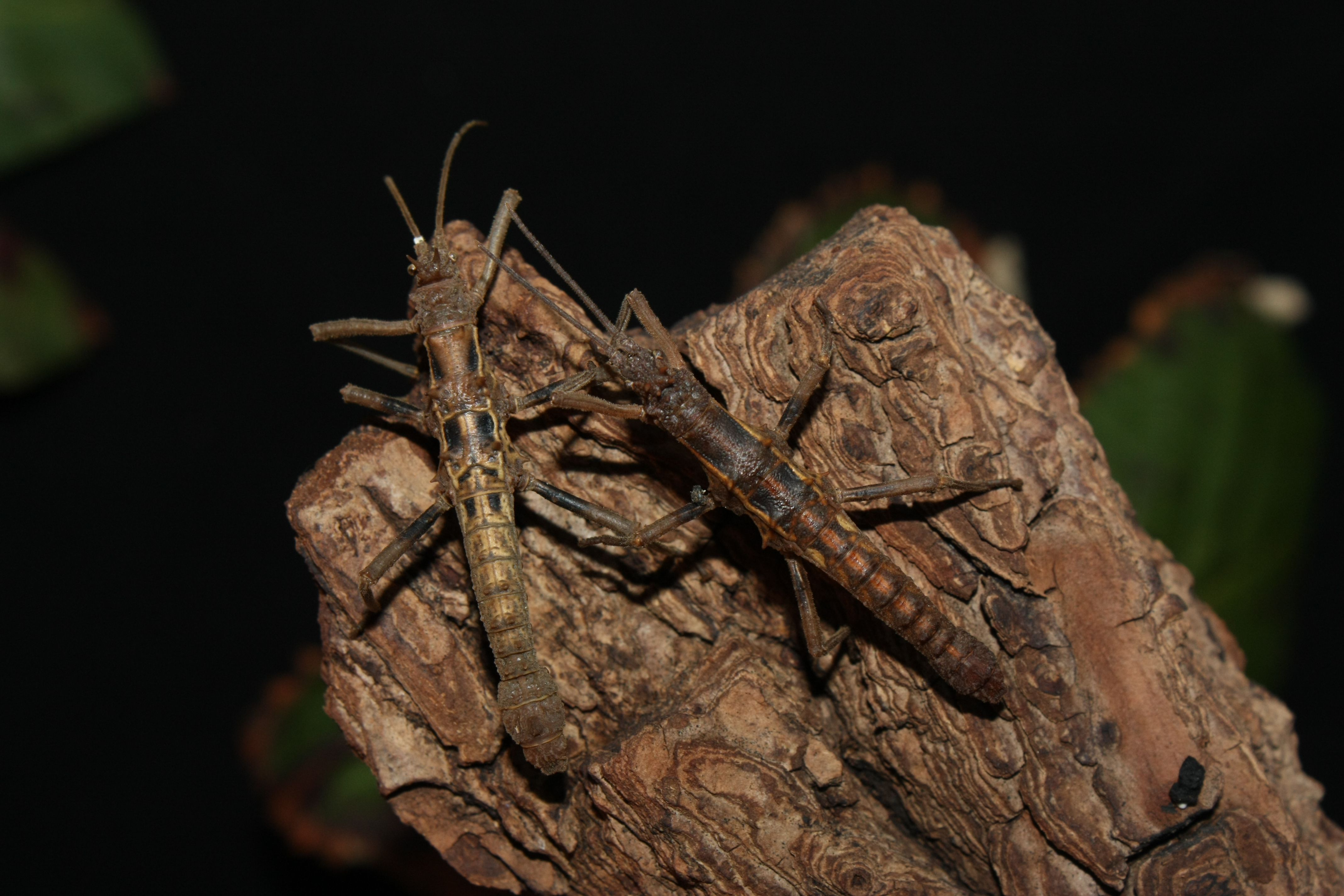
Zwei unterschiedlich gefärbte Männchen
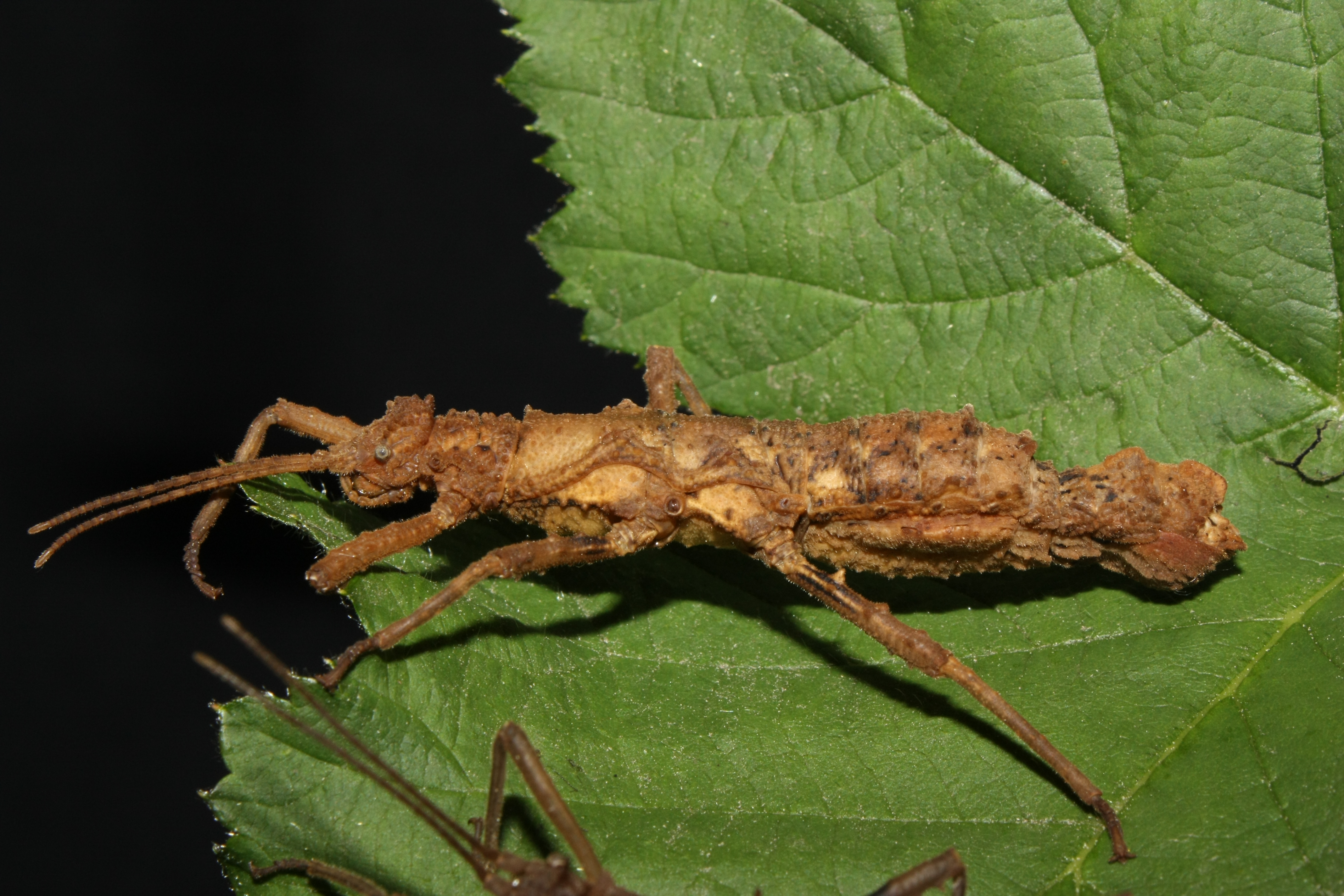
Weibchen von der Seite
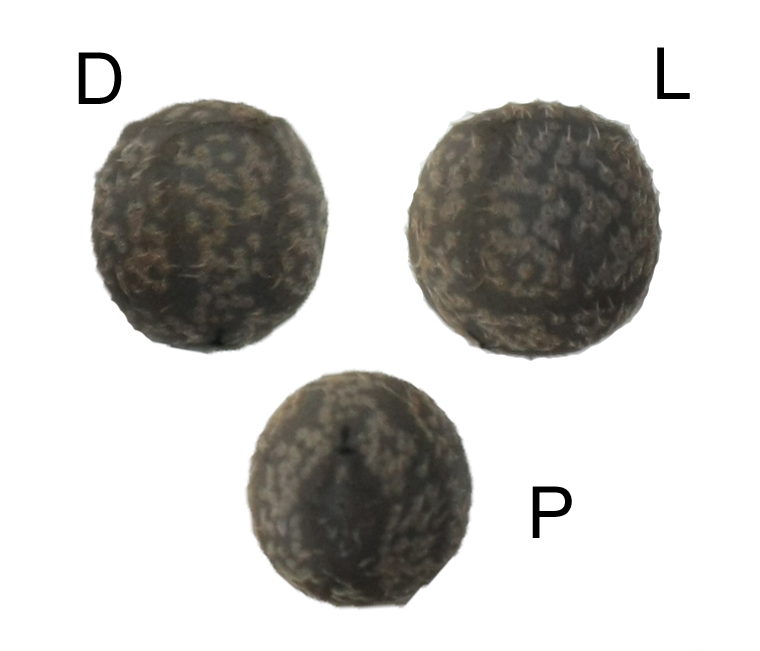
Eier in Dorsal- (D), Lateral- (L) und Polansicht (P)
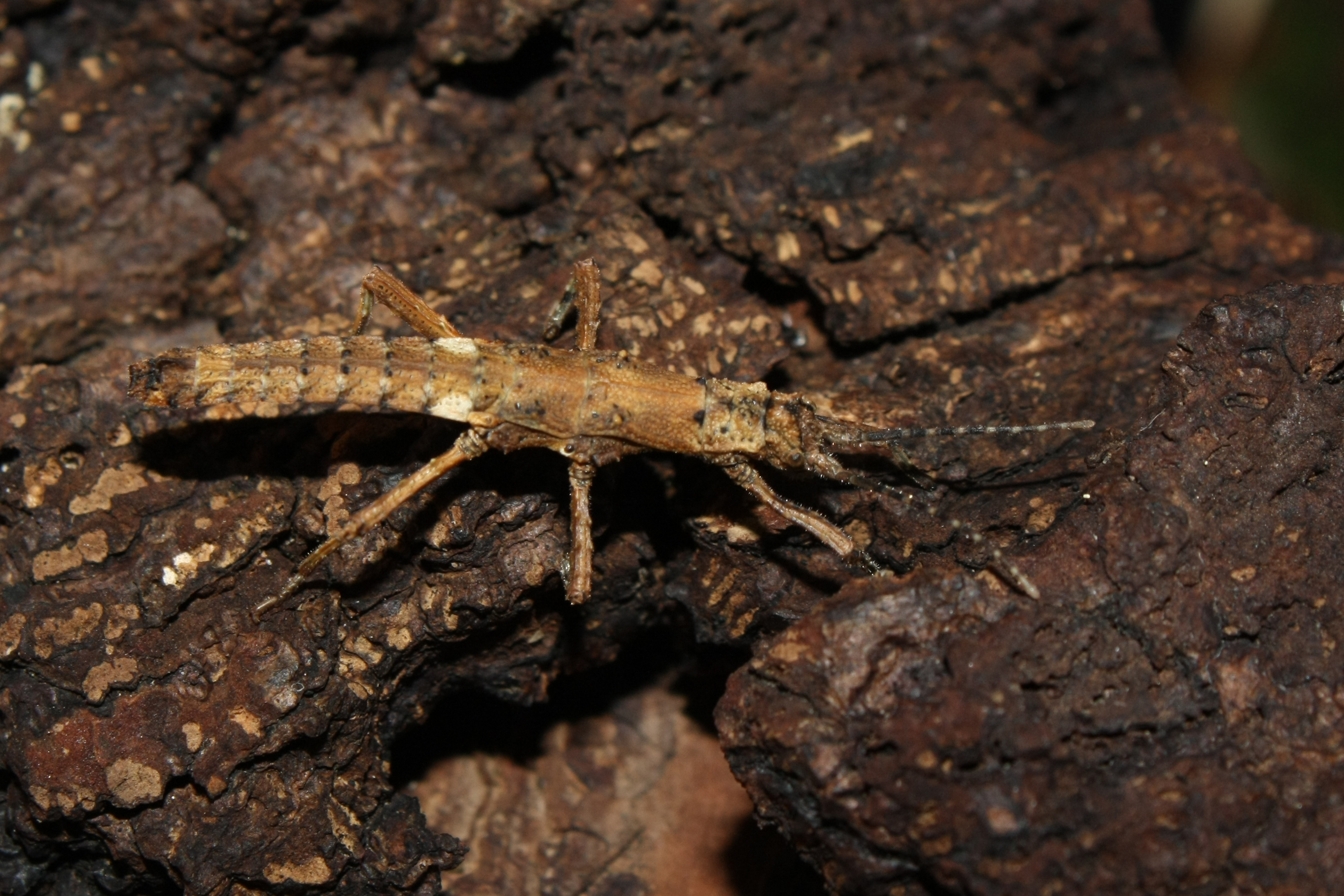
Lebhaft gefärbte Nymphe

## Belege
1. 1 2 3  Philip E. Bragg: Phasmids of Borneo, Natural History Publikations (Borneo) Sdn. Bhd., Kota Kinabalu, Sabah, Malaysia, 2001, S. 158–161, ISBN 983-812-027-8
2. 1 2 3  Holger Dräger: Gespenstschrecken der Familie Heteropterygidae Kirby, 1896 (Phasmatodea) – ein Überblick über bisher gehaltene Arten, Teil 2: Die Unterfamilie Dataminae Rehn & Rehn , 1839, ZAG Phoenix, Nr. 5, Juni 2012 Jahrgang 3(1), S. 22–45, ISSN 2190-3476
3. 1 2  Stabschrecken.com: Haltungsberichte -Stabschrecken, Gespenstschrecken, Wandelnde Blätter, iter novellum Verlag, Saarbrücken 2010, S. 71, ISBN 978-3-00-031913-6
4. 1 2  Phasmatodea Seite von Oskar V. Conle und Frank H. Hennemann (Memento des Originals vom 4. September 2012 im Internet Archive)  Info: Der Archivlink wurde automatisch eingesetzt und noch nicht geprüft. Bitte prüfe Original- und Archivlink gemäß Anleitung und entferne dann diesen Hinweis.
5. ↑  Josef Redtenbacher: Die Insektenfamilie der Phasmiden. Vol. 1. Phasmidae Areolatae. Verlag Wilhelm Engelmann, Leipzig 1906, S. 53–56 (Online-Version)
6. ↑  Philip E. Bragg: A revision of the Heteropteryginae (Insecta: Phasmida: Bacillidae) of Borneo, with the description of a new genus and ten new species, Zoologische Verhandelingen, Leiden 316, 1998 S. 47–69, figs 1-150.— ISSN 0024-1652/ISBN 90-73239-61-3, Online-Version
7. ↑  Francis Seow-Choen: A Taxonomic Guide to the Stick Insects of Borneo, Natural History Publikations (Borneo) Sdn. Bhd., Kota Kinabalu, Sabah, Malaysia, 2016, S. 385, ISBN 978-983-812-169-9
8. ↑  Paul D. Brock, Thies H. Büscher & Edward W. Baker: Phasmida Species File Online. Version 5.0. (abgerufen am 26. Oktober 2020)
9. ↑  Phasmid Study Group Culture List (Memento vom 5. Dezember 2012 im Webarchiv archive.today) (englisch)